# Mollseifen
Mollseifen (mundartlich Mullsäife) ist ein Stadtteil von Winterberg im Hochsauerlandkreis in Nordrhein-Westfalen. Die Ortschaft liegt auf einer Höhe von 555 m ü. NHN bis 710 m ü. NHN gut 4,5 Kilometer Luftlinie südwestlich der Kernstadt Winterberg. Neben Hoheleye, Langewiese und Neuastenberg ist Mollseifen eines der Höhendörfer des Rothaarkamms im Grenzgebiet zwischen Hochsauerland und Wittgenstein.
2022 hatte Mollseifen 47 Einwohner. Ortsvorsteher von Mollseifen ist Volker Geier.

## Geschichte
Mollseifen wurde im Jahre 1713 von Graf Casimir zu Sayn-Wittgenstein-Berleburg (1687–1741) zur Abgrenzung gegenüber Kurköln und Winterberg gegründet.
Als für Mollseifen bedeutendes Bauwerk gilt die 1857 aus Naturstein in Bogenbauweise errichtete „Alte Mollseifer Brücke“ über das Flüsschen Odeborn, die damals eine Fuhrverbindung zu den Nachbardörfern war und auch heute noch intakt ist. Andere Quellen gehen von einem Baujahr um 1830 aus. In der Nähe des Ortskerns befinden sich Opfersteine, an denen 1811 während der Napoleonischen Kriege Bewohner von Mollseifen und Umgebung die heilige Messe feierten. Die später von Dorfbewohnern im Ort errichtete Kapelle gehörte bis 2006 zur Girkhäuser Kirchengemeinde.
Im Zuge der Sauerland/Paderborn-Gesetzes wurde das Amt Berleburg am 1. Januar 1975 aufgelöst und der Ort Mollseifen, der damals dem Kreis Wittgenstein angehörte, in die Stadt Winterberg im Hochsauerlandkreis einbezogen. Mollseifen liegt in einem Übergangsgebiet zwischen dem Hochsauerland und dem Wittgensteiner Land und ist einer der wenigen evangelisch geprägten Orte im Hochsauerlandkreis.
Im Ort befindet sich ein Gedenkstein für die 1883 in Mollseifen geborene westfälische Heimatschriftstellerin Florentine Goswin-Benfer.